# 선개불알풀
선개불알풀(문화어: 들꼬리풀)은 질경이과에 속하는 한해살이풀이거나 두해살이풀이다. 유럽 원산이다.

## 생태
주로 양지바른 밭이나 길가에서 자란다. 줄기는 곧게 서고, 높이 10~30 센티미터쯤 되며 짧은 털이 난다. 잎은 밑부분에서는 마주 나는데, 세모난 달걀 모양이다. 윗부분의 잎은 선 모양에 가까워진다. 가장자리에 3~4쌍의 톱니가 있고 앞뒤에 털이 빽빽하다. 꽃은 청자색으로, 오뉴월에 잎겨드랑이에서 꽃자루 없이 하나씩 핀다. 열매는 동글납작한 삭과이다. 꽃과 열매에 자루가 없는 것이 큰개불알풀과 다르다.

## 사진

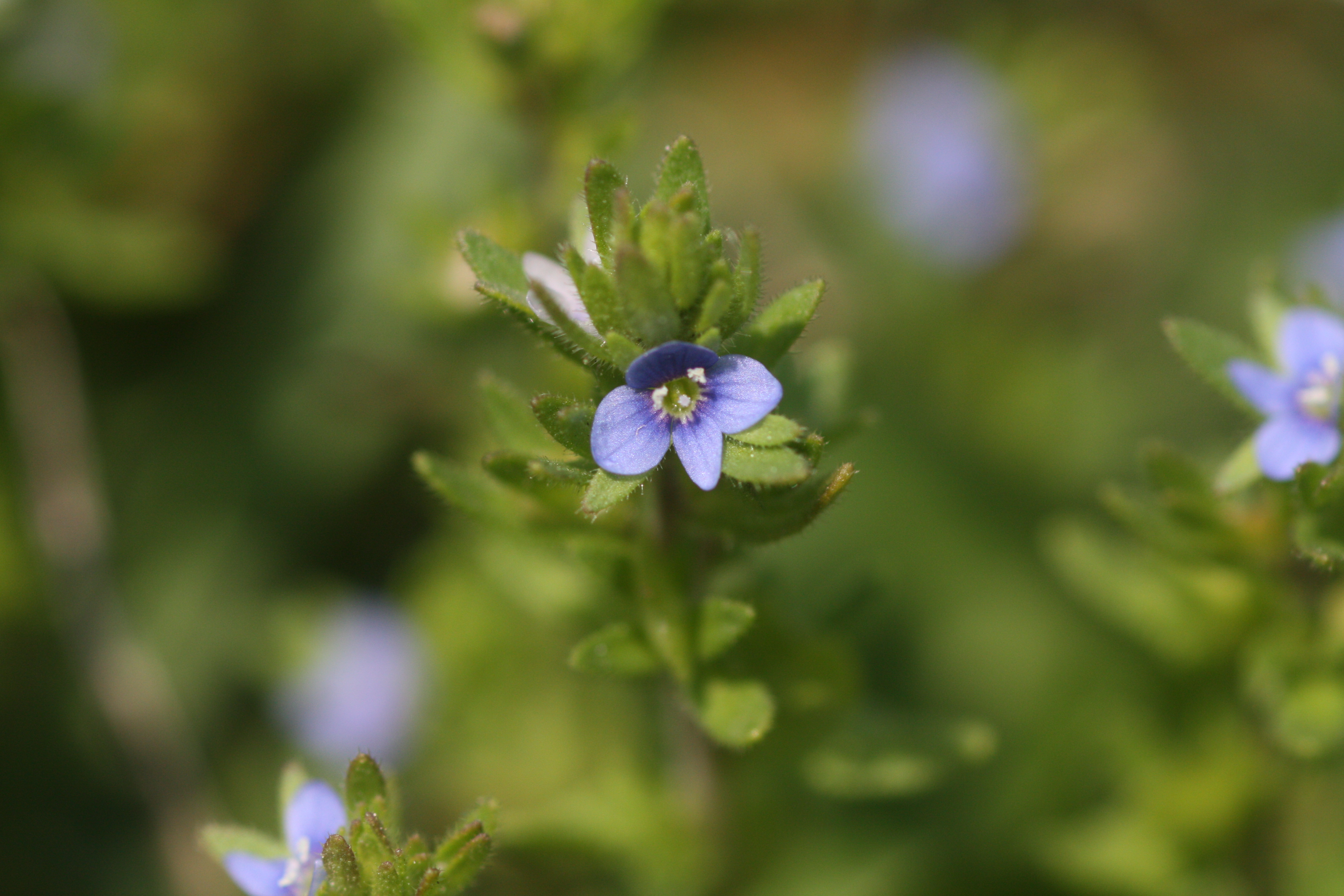
꽃
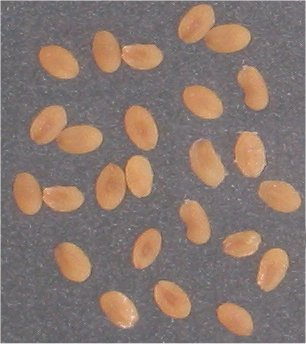
씨
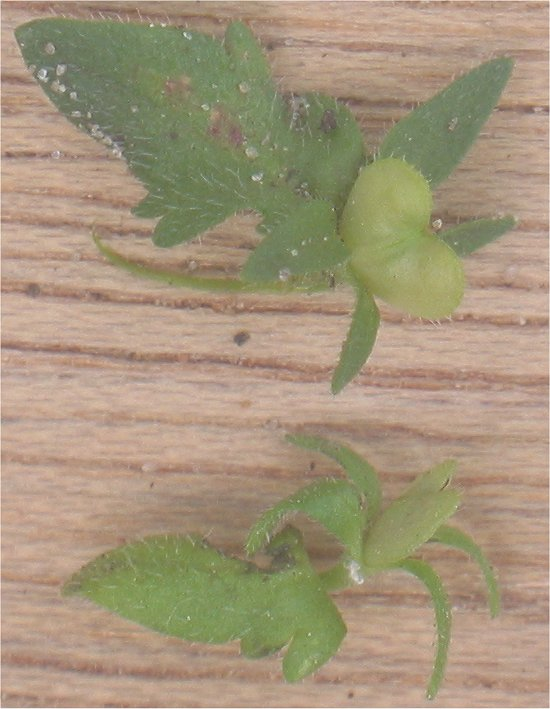
열매
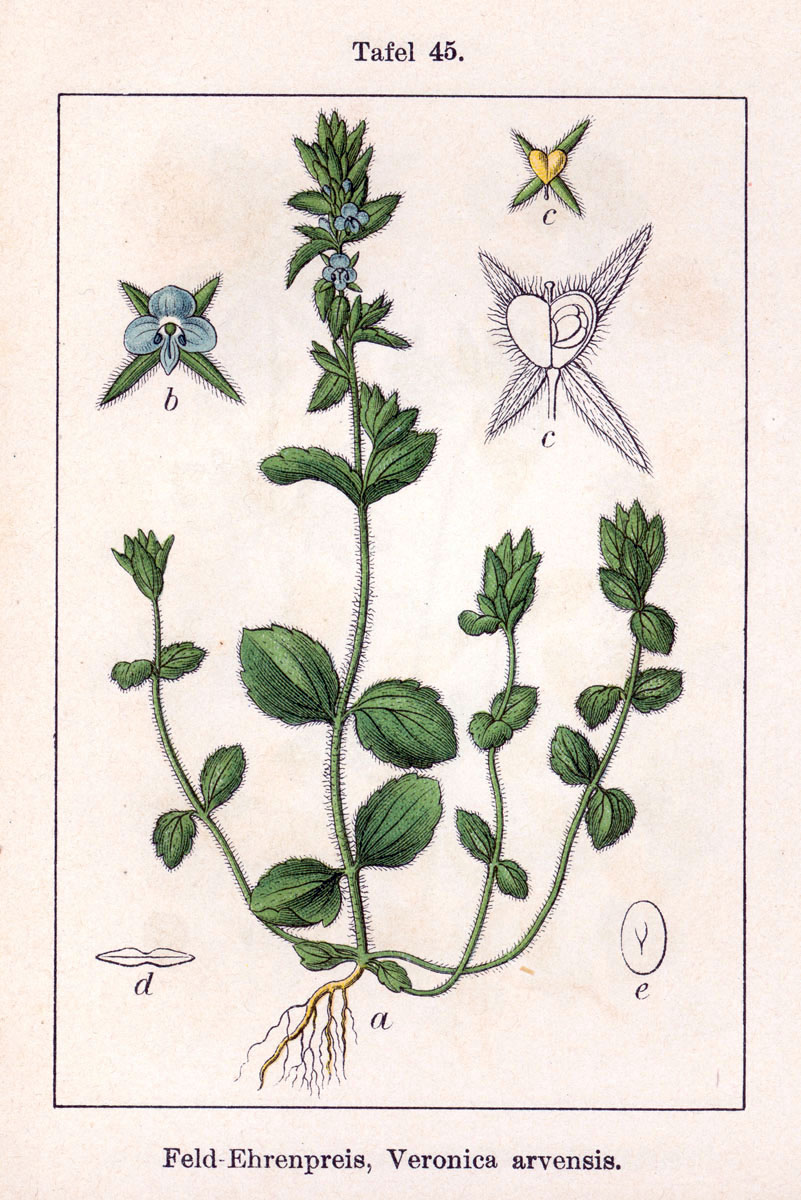
그림

## 참고 문헌
- 고경식; 김윤식 (1988). 《원색한국식물도감》. 아카데미서적.
- 이동혁 (2007). 《오감으로 찾는 우리 풀꽃》. 도서출판 이비컴. ISBN 978-89-89484-57-8.